# Э
Para a letra Е (Е, е) das variantes búlgara, macedônia, russa, sérvia e ucraniana do alfabeto cirílico, ver Е.
Э, э (em russo: э ou э оборотное, transl. e ou e oborotnoie, "e reverso") é uma letra encontrada em diversas variantes do alfabeto cirílico, como o alfabeto russo, e representa tipicamente a vogal não palatalizada /e/. No cirílico moldavo, que era utilizado durante a era soviética na Moldávia e ainda é utilizado na Transnístria, a letra representa o schwa (/ə/).

## Codificação
| Codifcação   | Tipo      | Decimal | Hexadecimal | Octal | Binário     |
| ------------ | --------- | ------- | ----------- | ----- | ----------- |
| Unicode      | Maiúsculo | 1069    | 042D        | 2055  | 10000101101 |
| Unicode      | Minúsculo | 1101    | 044D        | 2115  | 10001001101 |
| ISO 8859-5   | Maiúsculo | 205     | CD          | 315   | 11001101    |
| ISO 8859-5   | Minúsculo | 237     | ED          | 355   | 11101101    |
| KOI 8        | Maiúsculo | 252     | FC          | 374   | 11111100    |
| KOI 8        | Minúsculo | 220     | DC          | 334   | 11011100    |
| Windows 1251 | Maiúsculo | 221     | DD          | 335   | 11011101    |
| Windows 1251 | Minúsculo | 253     | FD          | 375   | 11111101    |